# Municipio de Clay (condado de Andrew)
El municipio de Clay (en inglés: Clay Township) es un municipio ubicado en el condado de Andrew en el estado estadounidense de Misuri. En el año 2010 tenía una población de 259 habitantes y una densidad poblacional de 2,21 personas por km².

## Geografía
El municipio de Clay se encuentra ubicado en las coordenadas 40°5′31″N 94°58′1″O / 40.09194, -94.96694. Según la Oficina del Censo de los Estados Unidos, el municipio tiene una superficie total de 117.4 km², de la cual 117,24 km² corresponden a tierra firme y (0,14 %) 0,16 km² es agua.

## Demografía
Según el censo de 2010, había 259 personas residiendo en el municipio de Clay. La densidad de población era de 2,21 hab./km². De los 259 habitantes, el municipio de Clay estaba compuesto por el 96,14 % blancos, el 0,39 % eran afroamericanos, el 0,77 % eran amerindios, el 0,39 % eran asiáticos y el 2,32 % eran de una mezcla de razas. Del total de la población el 0,39 % eran hispanos o latinos de cualquier raza.